# LAMP (BUMP OF CHICKENの曲)
「LAMP」（ランプ）は、BUMP OF CHICKENの1枚目のシングルである。1999年11月25日にハイラインレコーズから発売された。現在は廃盤となっている。

## 背景とリリース
BUMP OF CHICKENの1枚目のシングルである。ハイラインレコーズのレーベル整理のため、過去の全インディーズ作品とともに、2004年4月末をもって廃盤となった。他の作品は同月に再発されているが、本作は再発されていない。
ジャケット写真の猫は藤原が当時飼っていた猫「黒蜜糖」であり、撮影は藤原が行った。歌詞カードは藤原の手書きによるものである。

## 収録内容
| 全作詞・作曲: 藤原基央 (隠しトラックを除く)、全編曲: BUMP OF CHICKEN。 |                                               |                               |                               |      |
| #                                                                      | タイトル                                      | 作詞                          | 作曲・編曲                    | 時間 |
| 0.                                                                     | 「さよならナイ」(隠しトラック)                | 藤原基央 (隠しトラックを除く) | 藤原基央 (隠しトラックを除く) | 4:36 |
| 1.                                                                     | 「ランプ」                                    | 藤原基央 (隠しトラックを除く) | 藤原基央 (隠しトラックを除く) | 4:36 |
| 2.                                                                     | 「バトルクライ」                              | 藤原基央 (隠しトラックを除く) | 藤原基央 (隠しトラックを除く) | 4:38 |
| 3.                                                                     | 「リトルブレイバー」                          | 藤原基央 (隠しトラックを除く) | 藤原基央 (隠しトラックを除く) | 5:11 |
| 4.                                                                     | 「さよならナイ (instrumental)」(隠しトラック) | 藤原基央 (隠しトラックを除く) | 藤原基央 (隠しトラックを除く) | 4:34 |
| 合計時間:                                                              | 合計時間:                                     | 23:35                         |                               |      |

## 楽曲解説
ランプ（LAMP）
藤原曰く「よりシンプルにっていうのを目指して、聴く人の気持ちとかどういう言葉が伝わりやすいとか考えるよりも、自分の衝動で書いていくような感じでしたね。」。
『スペースシャワーTV』1999年11月度POWER PUSH!に選ばれた。
バトルクライ
当時のタイトルは英語表記だったが、曲そのものは同じである。
本作が廃盤となる際に『FLAME VEIN+1』へと収録された。
リトルブレイバー
『FLAME VEIN』からのシングルカット。そのため、歌詞が記載されていない。
当初ライブ・テイクを収録する予定だったが、「ヘタすぎた」という理由でボツになったため、代わりにシングルカットとして原曲をそのまま収録することとなった。
さよならナイ
本作の隠しトラック。作詞・作曲はBUMP OF CHICKENで、プリギャップ部分に収録。4曲目にはインストバージョンが収録されている。

## 収録アルバム
- 『THE LIVING DEAD』（#1）
- 『FLAME VEIN』（#3）※廃盤
- 『FLAME VEIN+1』（#2・#3）